# Обгонная муфта

Разрез обгонной муфты

Храповая обгонная муфта

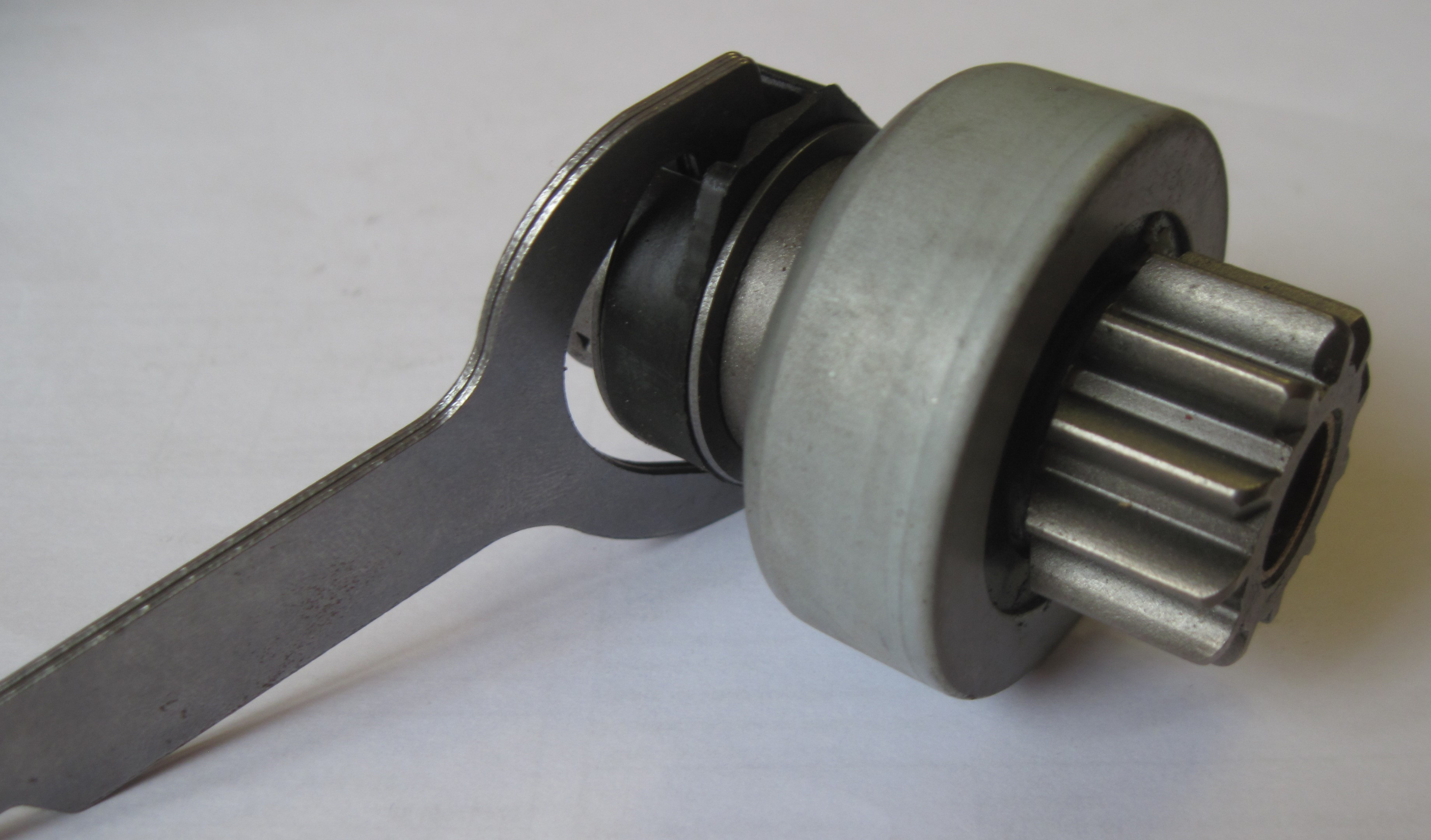
Обгонная муфта автомобильного стартера.

Обго́нная му́фта, также муфта свободного хода, бендикс (от названия американского бренда Bendix) — узел механической трансмиссии, который предотвращает передачу крутящего момента от ведомого вала обратно к ведущему в случае, если по какой-либо причине ведомый начинает вращаться быстрее. Наиболее известное применение обгонной муфты — в велосипедном приводе. В момент, когда водитель перестает вращать педали, и велосипед продолжает двигаться по инерции, срабатывает обгонная муфта, отключая колесо от педалей, и они не бьют по ногам. Иногда обгонные муфты применяются в транспортных средствах с двухтактными двигателями, для которых режим «торможения двигателем» невозможен из-за особенностей принципа смазки и может вывести их из строя.
Ещё одним массовым применением обгонной муфты является её использование в стартерах ДВС для предотвращения разрушения стартера запущенным двигателем. Также обгонная муфта широко применяется в вертолётах, обеспечивая на них возможность полёта с одним работающим двигателем и авторотации.

## Устройство
Простейшая обгонная муфта состоит из двух колец, вставленных одно в другое. На внутренней поверхности внешнего кольца протачиваются поперечные пазы. На внутреннем располагаются либо подпружиненные шарики или ролики, либо лепестки, упирающиеся во внешнее кольцо. Конструкция сделана так, что при одном направлении вращения шарики под действием пружин выдвигаются из пазов и заклинивают оба кольца, а при обратном (или в случае, когда внешнее кольцо движется быстрее внутреннего) утапливаются, и кольца вращаются независимо. В случае использования поворотных лепестков они действуют аналогично храповому механизму. Существует также вариант, когда момент передается через пружину, навитую на один из валов. В одном направлении пружина затягивается и соединяет валы, а при противоположном — ослабляется и освобождает их.

## Применение

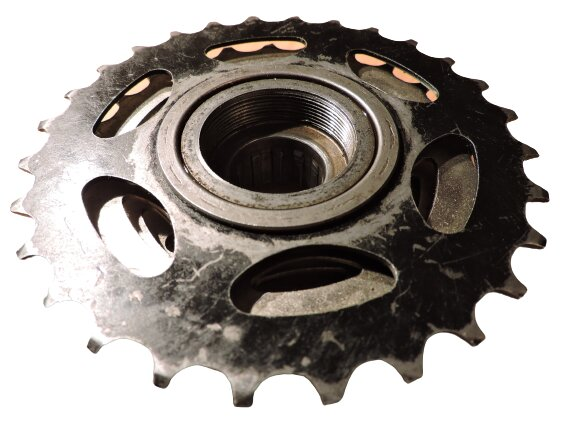
Велотрещотка со встроенной храповой обгонной муфтой

Обгонные муфты широко применяются в следующих устройствах:
- валоповоротные устройства турбоустановок. Обгонная муфта обеспечивает автоматическое зацепление ротора турбины с приводом ВПУ при снижении оборотов после отключения турбоагрегата и расцепление при наборе оборотов турбины после включения её в работу;
- сельскохозяйственные прицепы с валом отбора мощности от трактора. Применение обгонных муфт позволяет избежать поломок трансмиссии трактора в случае, когда механика прицепа по какой-то причине не может вращаться с нужной частотой;
- механические кран-экскаваторы и подъёмные краны с двигателем внутреннего сгорания, оснащённые гидротрансформатором. Обгонная муфта не позволяет турбинному колесу и соответственно механизмам машины вращаться быстрее насосного, соединённого с двигателем;
- в задней втулке велосипедов (за исключением велосипедов с фиксированной передачей);
- в пусковых приводах многих ДВС. Стартеры таких двигателей рассчитаны на достаточно низкую частоту вращения, необходимую только для запуска. Когда двигатель уже запустился и вышел на рабочие обороты, стартер необходимо отключить от него, что и выполняется обгонной муфтой даже в случае, когда ключ зажигания ещё находится в положении «пуск». Это предотвращает «разнос якоря» (вытягивание обмоток якоря из пазов за счёт центробежной силы и их контакта со статором);
- в радиоуправляемых автомоделях;
- вертолёты, самолёты, автожиры при авторотации;
- в тракте движения бумаги принтеров и копировальных аппаратов. Разобщает трансмиссию при ручном извлечении застрявшей бумаги;
- в механизмах безынерционных рыболовных катушек;
- в автоматических коробках передач классического типа, где обеспечивают автоматическое перераспределение крутящего момента между звеньями планетарного ряда в момент включения (выключения) гидроуправляемых муфт и тормозов, что позволяет упростить процесс переключения передач (при переходе на высшую передачу не нужно плавно отключать муфты/тормоза низшей), сделать переключение более плавным, производить переключение без разрыва потока мощности и обеспечивать движение автомобиля накатом на низших передачах (на прямой и повышающей передачах обгонные муфты не работают). Для обеспечения возможности торможения двигателем обгонные муфты блокируют дополнительными гидроуправляемыми тормозами. Недостаток АКПП с обгонными муфтами — значительное увеличение размеров и массы и необходимость большого числа управляющих элементов (фрикционных муфт, тормозов). С развитием электронного управления АКПП переходные процессы при переключении передач обеспечиваются модуляцией управляющего давления в приводах фрикционных муфт и тормозов, с контролем проскальзывания, что позволяет плавно и без разрыва потока мощности переключать передачи без помощи обгонных муфт. Это позволяет снизить число управляющих элементов, размеры и массу АКПП. Для сравнения АКПП близких по размерам автомобилей Audi Q7 и Toyota Land Cruiser Prado 150 имеют по 6 передач, но у Audi нет обгонных муфт, а у Toyota — есть. При этом в АКПП Audi всего 5 управляемых элементов, тогда как у Toyota — 8 плюс три обгонные муфты. В результате АКПП при сопоставимой мощности двигателей у Audi имеет массу на 30 кг меньше, чем у Toyota. Но для работы без обгонных муфт с реализацией переходных процессов внутри фрикционов АКПП Audi требует специальной синтетической рабочей жидкости, специального керамического покрытия рабочих дисков муфт и тормозов и размещения электронного блока управления непосредственно в поддоне АКПП (для сокращения индуктивности и активного сопротивления электрических цепей управления высокоскоростными модулируемыми электромагнитными клапанами), тогда как АКПП Toyota, где переходные процессы происходят в обгонных муфтах, использует широко распространенную полусинтетическую рабочую жидкость, имеет хорошо зарекомендовавшее себя бумажное покрытие рабочих дисков, а электронный блок управления может быть соединен с АКПП достаточно длинными проводами;
- при отсутствующем или заблокированном переднем дифференциале, устанавливаются в передние колёса ряда гоночных автомобилей.
- для обеспечения полета вертолета при одном работающем двигателе, а также для использования авторотации несущих винтов конструкции предусмотрены две муфты ободного хода, которые автоматически отключают редуктор от одного или обоих двигателей.

## История изобретения
Впервые обгонная муфта была использована во втулке переднего колеса велосипеда Ван Анден Декстера в 1869 г. Права на изобретение были зафиксированы в патенте US88238 A «Усовершенствование велосипеда».

## Альтернативные названия
- фривил (Freewheel)
- муфта-трещо́тка
- трещо́тка
- бендикс (по названию фирмы-изготовителя устаревшего пружинного разъединяющего механизма в автомобильном стартере)